# Барон Ашборн

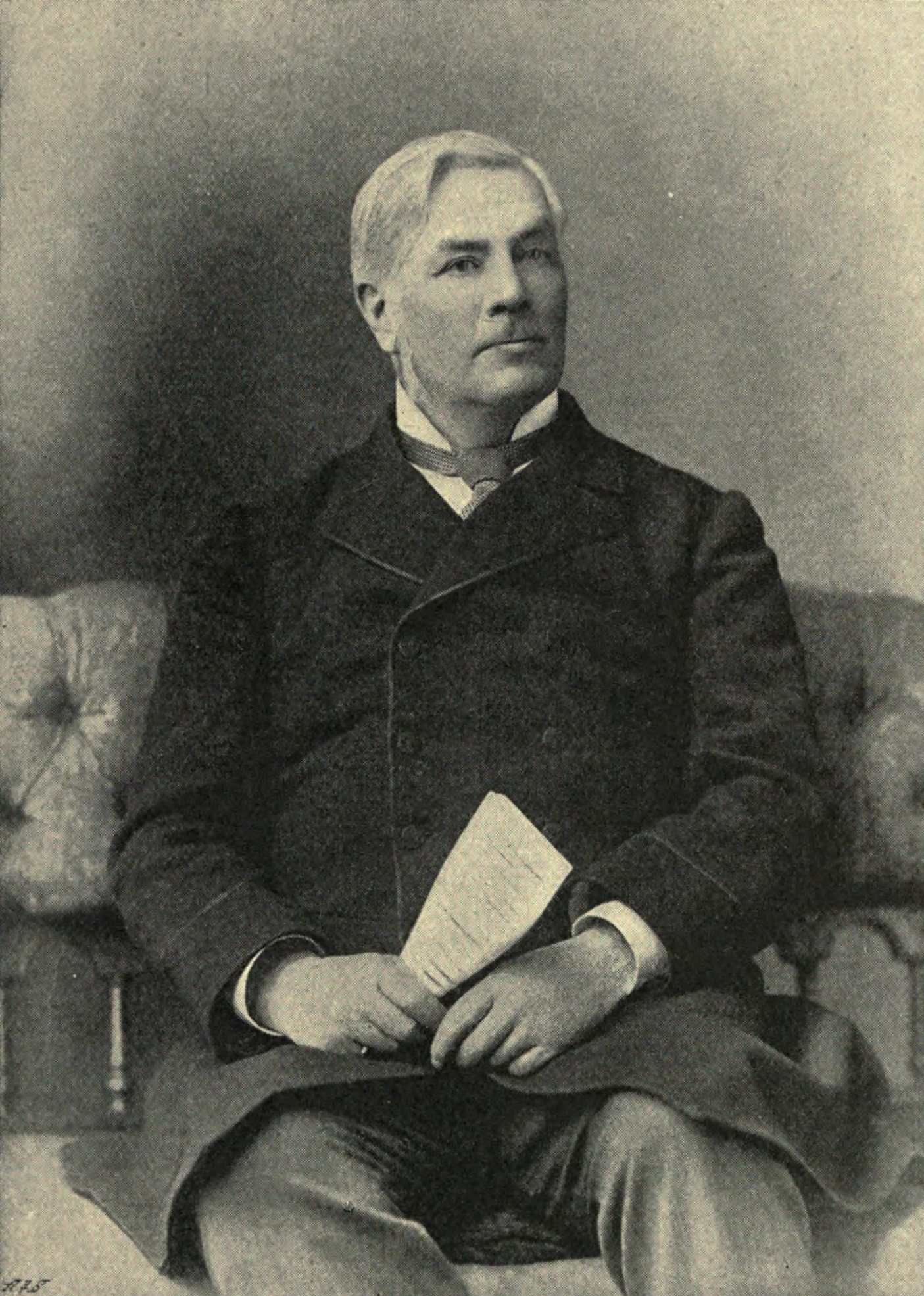
Эдвард Гибсон, 1-й барон Ашборн (1837—1913)

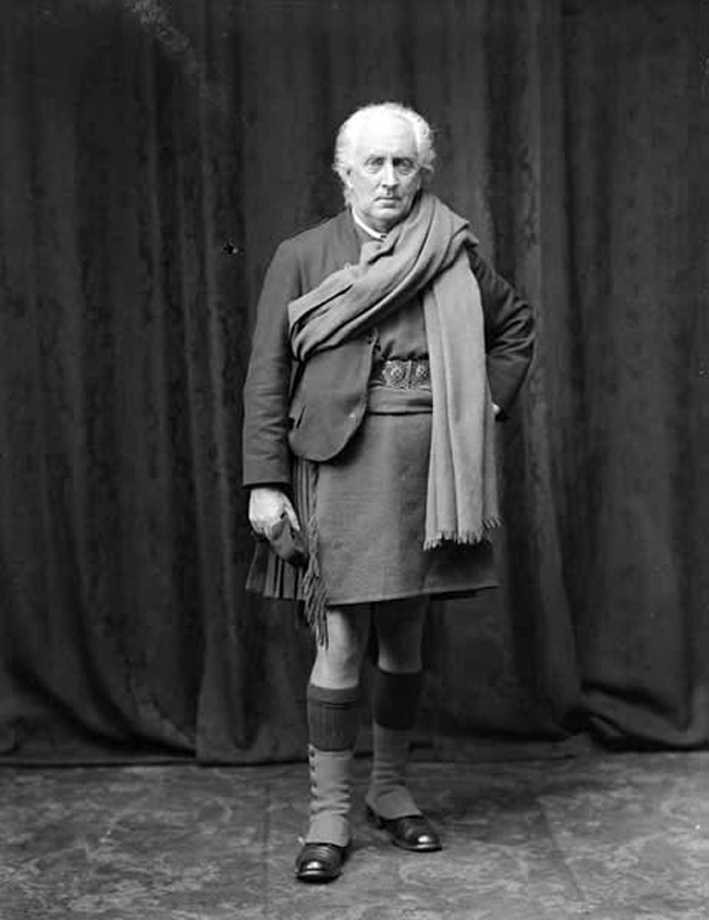
Уильям Гибсон, 2-й барон Ашборн (1868—1942), 1929 год

Барон Ашборн из Ашборна в графстве Мит — наследственный титул в системе Пэрства Соединенного Королевства. Он был создан 4 июля 1885 года для Эдварда Гибсона (1837—1913). Он заседал в Палате общин от Дублинского университета (1875—1885), занимал должности генерального атторнея Ирландии (1877—1880) и лорда-канцлера Ирландии (1885—1886, 1886—1892, 1895—1905). Его внук, Эдвард Рассел Гибсон, 3-й барон Ашборн (1901—1983), который сменил своего дядю, был вице-адмиралом королевского флота.
По состоянию на 2024 год обладателем баронского титула являлся сын предыдущего, Эдвард Барри Грейнвил Гибсон, 4-й барон Ашборн (род. 1933), который стал преемником своего отца в 1983 году.
- Джон Джордж Гибсон (1846—1923), младший брат первого барона, был крупным юристом и консервативным политиком. Он был депутатом Палаты общин от Ливерпуля Уолтона (1885—1888), занимал посты генерального солиситора Ирландии (1885—1886, 1886—1887) и генерального атторнея Ирландии (1887).

- Вайолет Альбина Гибсон (1876—1956), дочь первого барона Ашборна, неудачно попыталась убить Бенито Муссолини в 1926 году.

## Бароны Ашборн (1886)
- 1885—1913: Эдвард Гибсон, 1-й барон Ашборн (4 сентября 1837 — 22 мая 1913), сын Уильяма Гибсона (1808—1872)[1];
- 1913—1942: Уильям Гибсон, 2-й барон Ашборн[англ.] (16 декабря 1868 — 21 января 1942), старший сын предыдущего[2];
- 1942—1983: Вице-адмирал Эдвард Рассел Гибсон, 3-й барон Ашборн (1 июня 1901 — 3 сентября 1983), старший сын достопочтенного Эдварда Грейвса Майна Гибсона (1873—1968), племянник предыдущего[3];
- 1983 — настоящее время: Эдвард Барри Грейнвил Гибсон, 4-й барон Ашборн (род. 28 января 1933), единственный сын предыдущего[4];
  - Наследник титула: достопочтенный Эдвард Чарльз д’Ольер Гибсон (род. 31 декабря 1967), старший сын предыдущего[5];
    - Наследник наследника: Эдвард Александр Гибсон (род. 6 августа 2002), единственный сын предыдущего[6].